# لزيق (حلزون بحري)
لُزَّيق نوع من الحلزون البحري والواحدة لُزَّيقة، من الرأسقدميات، من فصيلة اللزيق من جنس Neritodryas.